# Nescit vox missa reverti
Nescit vox missa reverti es una locución latina que significa la palabra que se soltó no puede recogerse. Es una expresión del Arte poética de Horacio, la cual nos enseña que debemos ser muy parcos y comedidos en nuestras palabras para que no tengamos que arrepentirnos de ellas.
El rey Alfonso X el sabio dice: "Todo home se debe mucho guardar en su palabra, ca después que sale de la boca, non puede home facer que non sea dicha."
- El contenido de este artículo incorpora material del tomo 38 de la Enciclopedia Universal Ilustrada Europeo-Americana (Espasa), cuya publicación fue anterior a 1945, por lo que se encuentra en el dominio público.

- Datos: Q3874859
- Multimedia: Nescit vox missa reverti / Q3874859